# Yuka Sakurai
Yuka Sakurai (桜井由香?, Sakurai Yuka; Kaizu, 2 settembre 1974) è una pallavolista giapponese.
Giocava nel ruolo di libero.

## Carriera
La carriera di Yuka Sakurai inizia a livello scolastico nella Yorojoshi Shogyo HS, dove gioca come schiacciatrice: diventerà poi libero a seguito dell'istituzione di tale ruolo nel 1999.
Nella stagione 1993-94 fa il suo esordio nel massimo campionato giapponese con le Denso Airybees di Nishio, club con il quale resta legata per diciannove stagioni e con cui vince il Torneo Kurowashiki 2008 e la Coppa dell'Imperatrice 2010; ottiene le prime convocazioni in nazionale nel 1998, vincendo al campionato continentale un argento nell'edizione 2003 e una bronzo nell'edizione 2005, oltre ad una medaglia di bronzo alla Grand Champions Cup 2001: si ritira dalla nazionale nel 2008, mentre annuncia il ritiro definitivo dall'attività agonistica al termine della stagione 2011-12.

## Palmarès

### Club
- Coppa dell'Imperatrice: 1

2010
- Torneo Kurowashiki: 1

2008

### Premi individuali
- 2005 - Grand Champions Cup: Miglior difesa